# Sankt Sarkiskatedralen
Ej att förväxla med Sankt Sarkiskyrkan i Nor Nork i Jerevan.

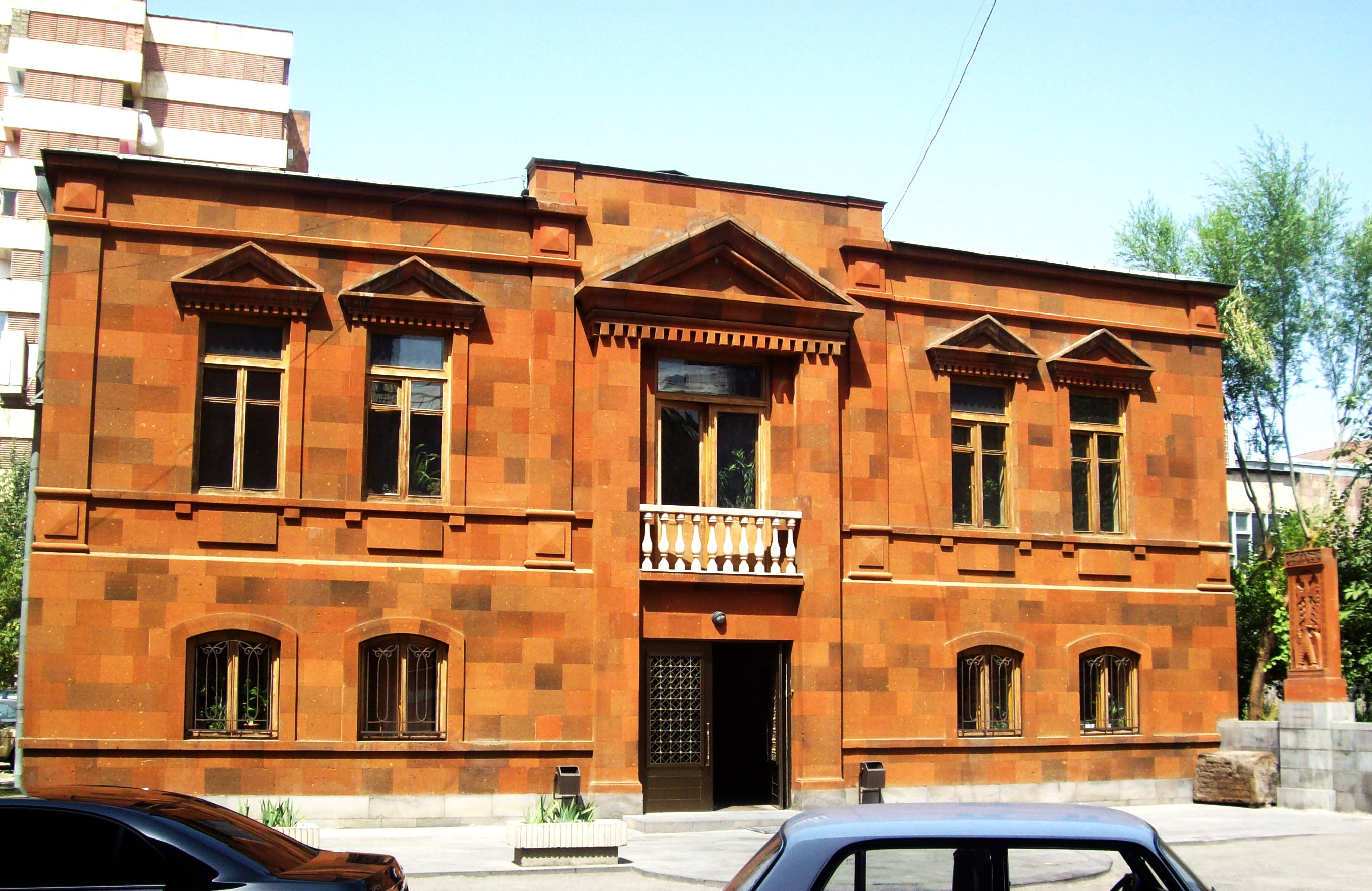
Domkapitlets byggnad på kyrkplatsen, ritad av Artsruni Galikjan

Sankt Sarkiskatedralen (armeniska: Սուրբ Սարգիս Մայր Եկեղեցի: Surb Sargis Majr Jekeghetsi) är en armenisk domkyrka i Jerevan i Armenien, helgad åt Sankt Sarkis. Den är säte för Påvestiftet Ararat inom Armeniska apostoliska kyrkan. Den byggdes 1842 på vänstra stranden av floden  Hrazdan i distriktet Kentron.
Redan under den första kristna tiden uppfördes ett eremitmunkkloster i den dåvarande byn Dzoragjugh, numera Jerevan. Det var ett rymligt byggnadskomplex på floden Hrazdans vänstra strand, som var omgivet av höga befästa murar och som senare kom att ligga mitt emot Jerevans fästning. Det innefattade Sankt Sarkis-, Gevork- och Hakobkyrkorna, kontors-, skol- och andra byggnader samt en klosterträdgård. Sankt Sarkiskyrkan var patriarkens officiella säte, medan klostret var patriarkens värdshus för besökare. Sankt Sarkiskyrkan förstördes, tillsammans med munkklostret, i 1679 års jordbävning i Armenien, men byggdes upp igen på samma plats under ledning av katholikos Edesatsi Nahabet omkring år 1700.  
Den nuvarande kyrkobyggnaden är byggd 1835–1842. Under den armeniske katholikos Vazgen I renoverades och förbättrades kyrkan under 1900-talet. Arkitekten Rafajel Israjeljan gjorde planen för restaureringen, som påbörjades 1972 och som i grunden bevarade kyrkans 1800-talskaraktär. Fasaden kläddes med rödaktig tuff från Ani och skulpterades med triangulära nischer i murverket.
Åren 1971–1976 bearbetades kyrkans interiör genom att en körläktare byggdes utmed kyrkans östra innervägg. Vid samma tillfälle byttes den tidigare domen ut mot en avsevärt högre dom med en spira. Byggandet av ett klocktorn avslutades 2000.